# Облога Хотина (1788)

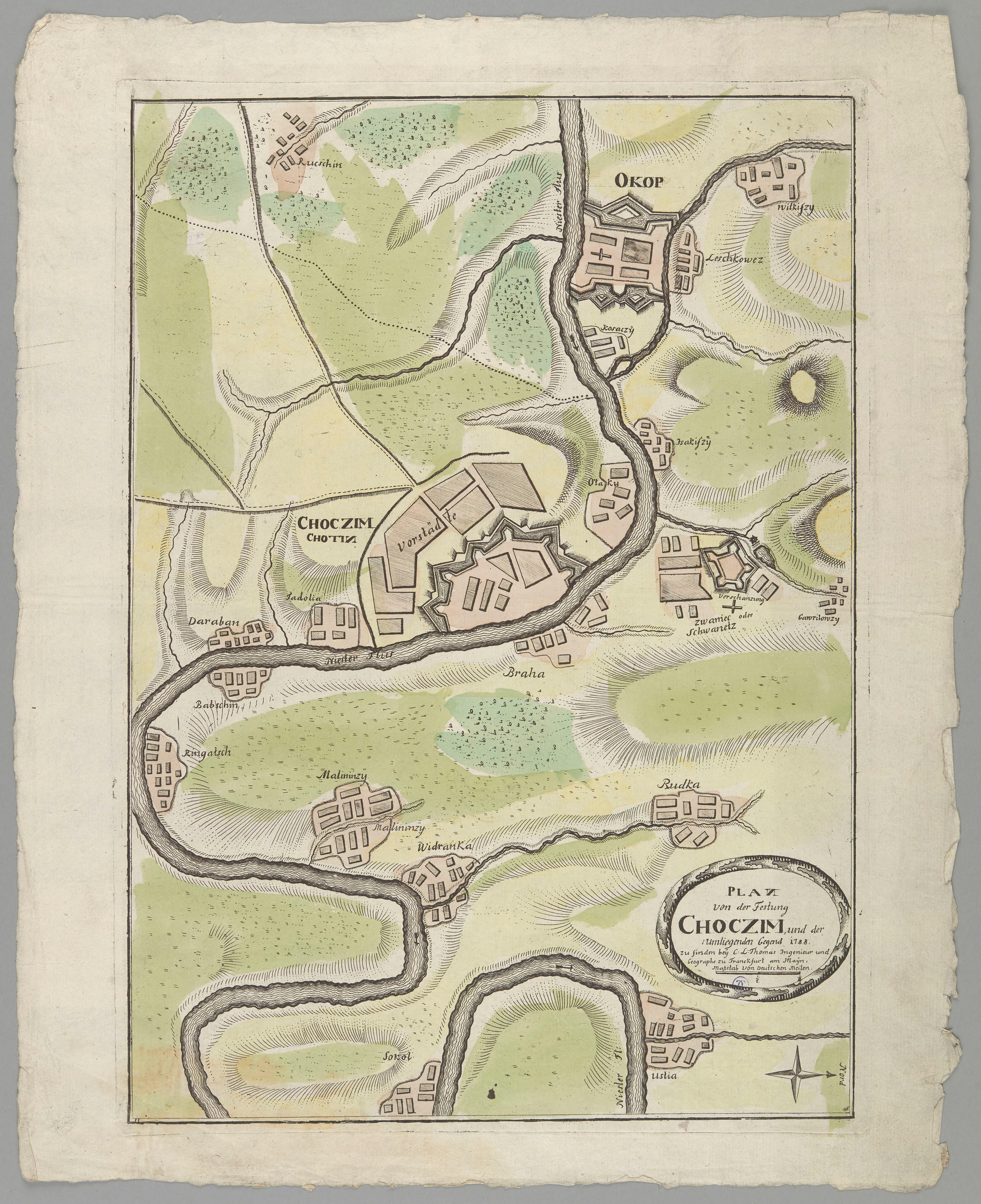
План Хотинської фортеці, 1788 р.

Облога Хотина (1788) — епізод російсько-турецької війни (1787—1792 та австро-турецької війни (1787—1791).
В травні 1788 року австрійські війська під командуванням принца Кобургського, розбивши турків біля Батушані, Рогатина та Бояна-Лосі, підійшов до Хотина та розпочала облогу фортеці.
В липні 1788 року російська Українська армія Румянцева перейшла Дністер поблизу Хотина, Могилева та Кислиці
Турецькі війська здійснили спробу прорватись через Ясси для деблокади Хотина, але були відбиті. Після цього в серпні 1788 року вони зосередились поблизу кургану  . Румянцев вирішив за допомогою маневру своїх військ заставити турецькі війська прийняти бій, проте турки, не прийнявши бою, відійшли до Фокшан.
Відхід турецьких військ на південь призвів до капітуляції гарнізону Хотина у вересні 1788 року.